# Rue Affre (Nantes)
Pour les articles homonymes, voir rue Affre et Affre.
La rue Affre est une voie de Nantes, en France.

## Situation et accès
Située dans le centre-ville de Nantes, la rue Affre est une artère piétonne, longue d'un peu plus de 80 m, relie la rue de Feltre à la place Félix-Fournier, et n'est donc pas ouverte à la circulation automobile. À la moitié de son tracé, elle rencontre la rue du Pré-Nian. Elle est longée sur son côté ouest par la basilique Saint-Nicolas, tandis que le Presbytère occupe un des immeubles situés sur le côté opposé.

## Origine du nom
Elle rend mémoire à Denys Affre, religieux sulpicien, qui fut professeur de philosophie au séminaire de Nantes, avant d'être nommé évêque coadjuteur de Strasbourg, puis archevêque de Paris. Il fut tué lors des insurrections de juin 1848.

## Historique
À l'emplacement de la rue se trouvait au XIXe siècle, l'abside de l'ancienne église saint-Nicolas construite au cours du XIe siècle et du XIIe siècle. La démolition de cette dernière dans les années 1840, afin de la remplacer par l'édifice actuel, permit le percement de la rue en 1846 qui reçoit, en 1856, son nom actuel.

## Bâtiments remarquables et lieux de mémoire
| Monument                 | Adresse              | Coordonnées                        | Notice         | Protection | Date      | Illustration             |
| ------------------------ | -------------------- | ---------------------------------- | -------------- | ---------- | --------- | ------------------------ |
| Basilique Saint-Nicolas  | Place Félix-Fournier | 47° 12′ 55″ nord, 1° 33′ 28″ ouest | « PA00108661 » | Classé     | 1985 1986 | Basilique Saint-Nicolas  |
| Presbytère Saint-Nicolas | 3 rue Affre          | 47° 12′ 56″ nord, 1° 33′ 27″ ouest | « PA00108759 » | Inscrit    | 1986      | Presbytère Saint-Nicolas |